# روري أندروود
روري أندروود (بالإنجليزية: Rory Underwood)‏ هو لاعب اتحاد الرغبي ماليزي وبريطاني، ولد في 19 يونيو 1963 في ميدلزبرة في المملكة المتحدة.

## وصلات خارجية
- روري أندروود عل موقع إسبنسكروم (الإنجليزية)